# Hans-Jürgen Meyer (Pastor)

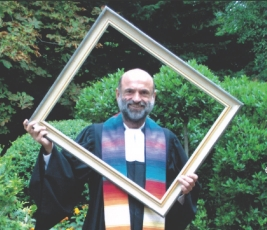
Hans-Jürgen Meyer

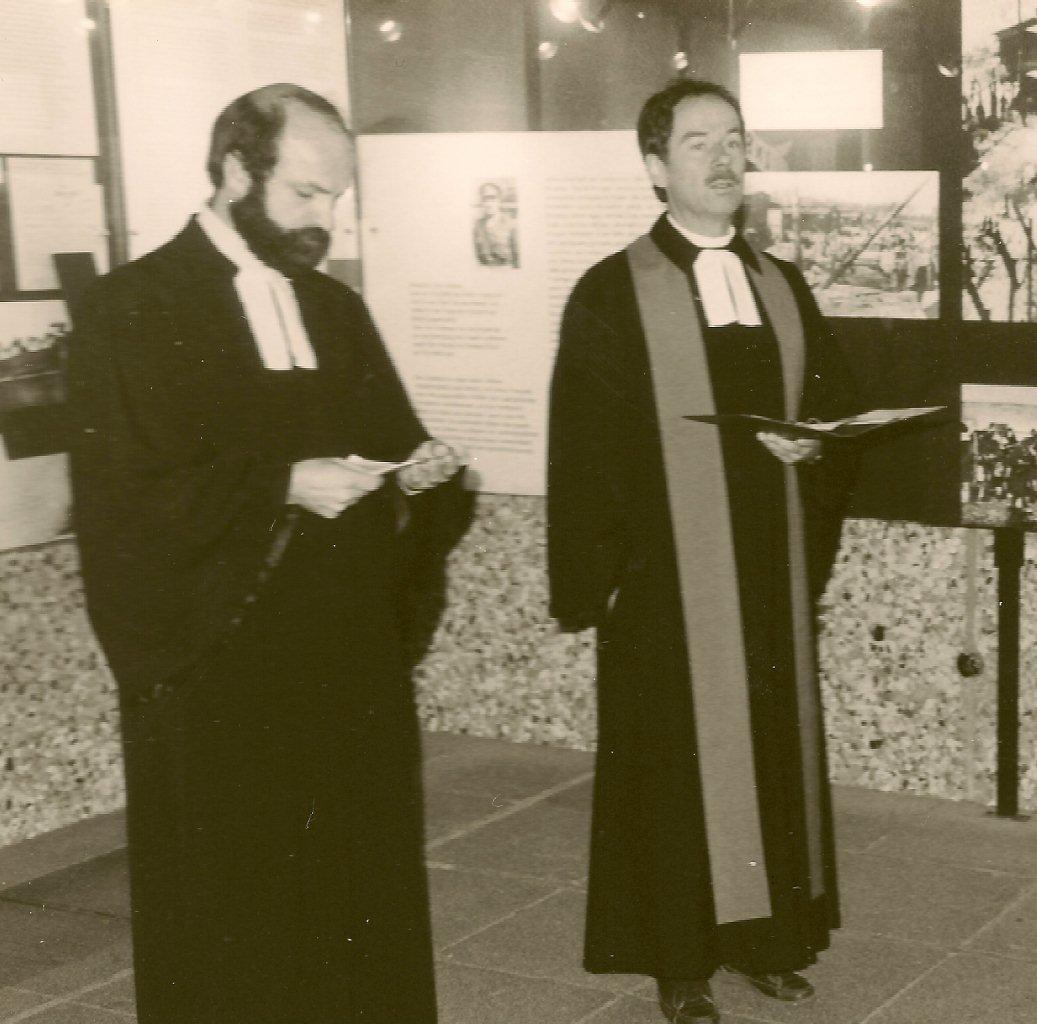
1986: Hans-Jürgen Meyer und Kollege Klaus Brinker bei einem Gedenkgottesdienst für Schwule in Bergen-Belsen

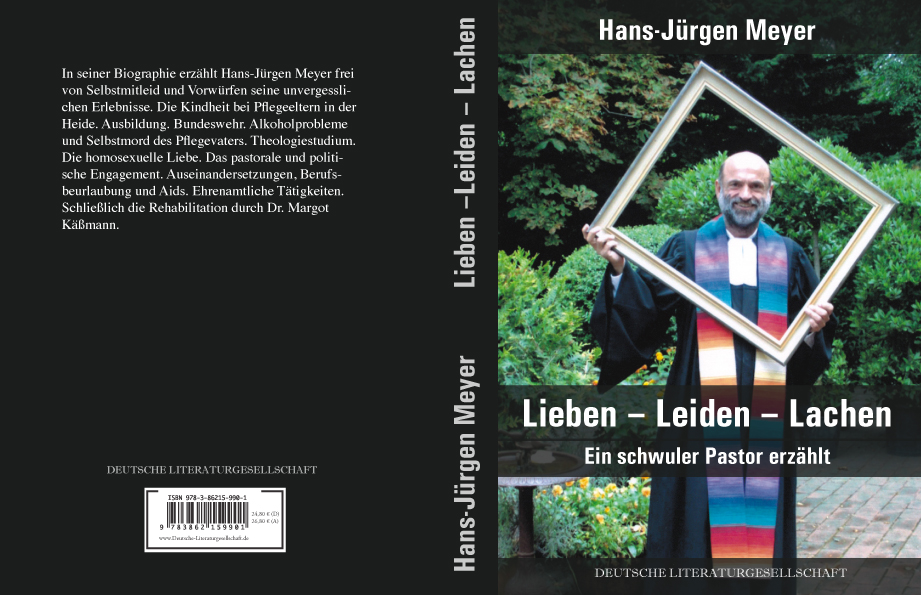
Bucheinband mit Hans-Jürgen Meyer

Hans-Jürgen Meyer (* 21. Mai 1949 in Rotenburg/Wümme; † 8. Februar 2023) war ein deutscher evangelischer Pfarrer.
Nachdem er sich zunächst für eine Ausbildung in der Verwaltung der Freien und Hansestadt Hamburg entschied, begann er 1970 nach der Ableistung des Grundwehrdienstes eine theologische Ausbildung. Die Einführung in das Amt als Pastor erfolgte 1980 in der Epiphanias-Gemeinde in Hannover.
Nach der Suspendierung vom Dienst wegen seiner offen gelebten homosexuellen Partnerschaft folgte ein jahrelanger Rechtsstreit mit der Evangelisch-lutherischen Landeskirche Hannovers, bei dem er durch Gerhard Schröder anwaltlich vertreten wurde. Erst Ende 2005 wurde der nach zwei Instanzen 1990 im Urteil ausgesprochene Wartestand endgültig aufgehoben.
Nachdem „mehrfach in Fernsehsendungen und anderen Medien über den hannoverschen Pastor“ berichtet wurde, erschien Ende 2011 seine Biografie Lieben – Leiden – Lachen. Ein schwuler Pastor erzählt mit einem Vorwort der ehemaligen Landesbischöfin Margot Käßmann. Darüber hinaus finden sich in dem Buch Briefe und Stellungnahmen von Helmut Gollwitzer, Luise Rinser, Dorothee Sölle, Hans-Georg Wiedemann, Helmut Kentler, Gerhard Schröder, Uta Ranke-Heinemann und anderen.
Hans-Jürgen Meyer war Sprecher der Ortsgruppe Homosexuelle und Kirche in Hannover.

## Ausbildung
Meyer besuchte zwischen April 1956 und März 1965 die Volksschule in Lauenbrück. Nach seinem Abschluss der zweijährigen Handelsschule begann er am 1. April 1969 seine berufliche Ausbildung zunächst als Verwaltungspraktikant bei der Freien und Hansestadt Hamburg. Nach seiner Ernennung zum Regierungsinspektoranwärter absolvierte er zwischen 1969 und 1970 seinen Grundwehrdienst in Buxtehude.

## Beruflicher Werdegang
Am 1. September 1970 begann Meyer die theologische Ausbildung am Pfarrvikarseminar in Hermannsburg. Nach der Erlangung der Studienreife nahm er das theologische Studium in Celle auf, welches er am 5. August 1976 mit der ersten theologischen Fachprüfung abschloss. Nach der Vikariatszeit in Lachendorf bei Celle folgte am 11. September 1978 die zweite theologische Fachprüfung.
Am 16. Oktober 1978 wurde Meyer zum Hilfspfarrer ernannt und mit der II. Pfarrstelle in der Epiphanias-Kirche beauftragt. Die Ordination folgte dort am 29. Oktober 1978. Am 1. November 1980 wurde er in das Amt als Pastor der Epiphanias-Gemeinde eingeführt. Vom 1. September bis zum 30. November 1982 wurde er zum pfarramtlichen Dienst in der Evangelisch-lutherischen Kirchengemeinde in Pattensen bei Hannover abgeordnet.

## Rechtsstreit mit der Landeskirche

### Verlauf

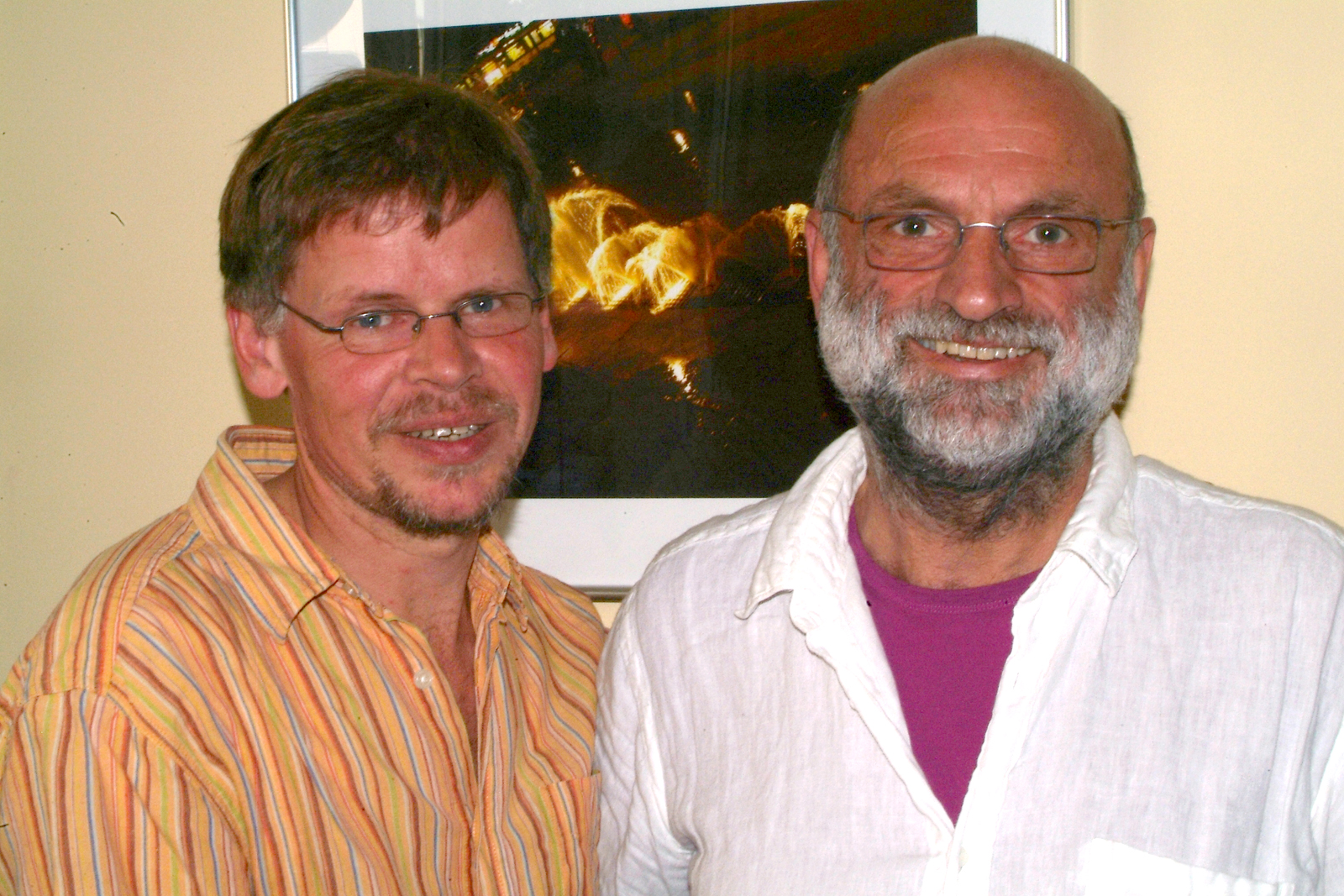
Hans-Jürgen Meyer mit seinem Lebensgefährten Bernd Iwan (2012)

Am 9. Oktober 1984 wurde Pastor Meyer wegen seiner offen gelebten homosexuellen Partnerschaft vom Dienst suspendiert. Es folgte die Einleitung eines förmlichen Verfahrens nach dem Amtszuchtgesetz, welches im September 1986 zunächst eingestellt wurde. Nach der Einführung in das Amt eines Pastors im Bereich der Behindertenarbeit der Diakonie wurde Meyer im März 1987 erneut suspendiert. Das Urteil von 1990 nach zwei Instanzen des Rechtsstreits mit der Landeskirche bedeutete fünf Jahre Wartestand. Danach war Pastor Meyer die Berufsausübung im Talar auf Anfrage wieder möglich. Erst im November 2000 konnte er eine Dreiviertel-Planstelle als Krankenhausseelsorger in der Henriettenstiftung besetzen. Diese Tätigkeit wurde zum 1. März 2005 um die Mitarbeit (Viertelstelle) in der Behindertenarbeit in Hannover-Sahlkamp erweitert.
Mit Unterstützung der Verlegerstochter und Rechtsanwältin Maria Sabine Augstein wurde am 31. Dezember 2005 der Wartestand endgültig offiziell aufgehoben und Hans-Jürgen Meyer zum Pastor der Landeskirche ernannt. Zum 2. September 2007 wechselte Pastor Meyer als Seelsorger in die Altenhilfe der Henriettenstiftung in Kirchrode mit vollem Stellenumfang. Dort trat er zum 1. Juni 2009 in den Ruhestand.

### Publikationen

#### Öffentlich-rechtlicher Rundfunk
- 16. März 1985: Schwuler Pastor, ZDF-Länderspiegel, Report aus der Provinz, Beitrag von Hans-Jürgen Haug[6]
- 11. März 1988, live: Darf ein Schwuler Pfarrer sein?, Sender Freies Berlin, Freitagnacht, Talkshow aus Berlin mit Lea Rosh und Rudolph Glanz[7]
- 20. März 1993, live: Gewalt gegen Schwule, NDR-Ausstrahlung mit Lea Rosh[8]
- 27. November 1993: NDR-Live-Sendung zum Synodenbeschluss mit Lea Rosh[9]
- 19. März 2010: Zölibat, Verhütung, Schwule – muss die Kirche umdenken?, SWR-Talkshow Nachtcafe mit Wieland Backes[10]
- Gislind von Vegesack, Larissa Mass (Reporterinnen): Kirchenkampf, RTLnord vom 14. Mai 2012

#### Schriften

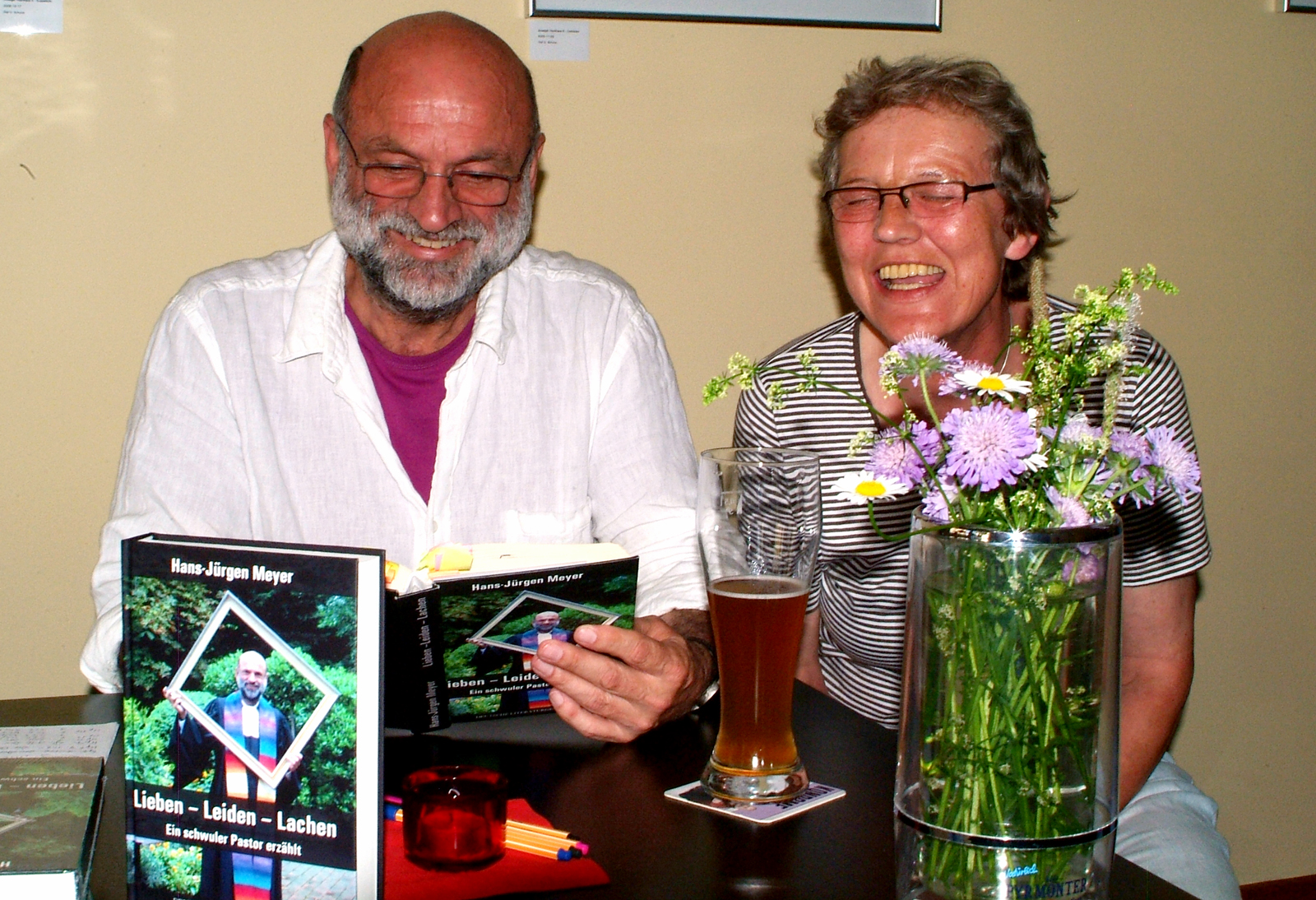
Hans-Jürgen Meyer und Anne Hagenberg bei einer Lesung im Andersraum

- Hans-Jürgen Meyer: Ein schwuler Pastor erzählt. Lieben – Leiden – Lachen. Mit einem Vorwort von Margot Käßmann. Deutsche Literaturgesellschaft, Berlin 2011, ISBN 978-3-86215-990-1 (222 S.).

Hans-Jürgen Meyers 2011 erschienene Biographie fasste der ehemalige Theologieprofessor Manfred Josuttis in seinem Nachwort wie folgt zusammen:

„Pastor Hans-Jürgen Meyer stand von 1984 bis 2005 bundesweit an der Spitze der Auseinandersetzung bei der Frage Dürfen Schwule Pfarrer sein? Das Buch ist über das Persönliche hinaus eine wichtige und einmalige Dokumentation über diese Auseinandersetzung …

[Meyers] beschwerlicher Lebensweg hat entscheidend dazu beigetragen, dass in der evangelischen Kirche in Zukunft mehr schwule Pfarrer bei der Verkündigung des Evangeliums mitarbeiten werden. Sein Kampf um die Berufung zum Pfarramt hat die gesetzliche Normierung in der Kirche des Evangeliums für einen lebenswichtigen Bereich reduziert und der Kirche der Freiheit zu einem wichtigen Schritt der Befreiung verholfen.“

## Ehrenamtliche Tätigkeiten
- 1978–2007 in der Selbsthilfegruppe erwachsener behinderter Menschen in der Epiphaniasgemeinde unter der Leitung von Ingrid Dix – Auszeichnung mit dem Goldenen Kronenkreuz
- seit 1988 in der Lazaruslegion Hannover – Christenbeistand für HIV-Infizierte und an AIDS Erkrankte
- seit 1979 in der Ökumenischen Gemeinschaft Homosexuelle und Kirche
- 1980–2000 Einzelfallhelfer in der Justizvollzugsanstalt Hannover